# Grand Prix automobile de São Paulo 2021
GP précédent GP suivant
Le Grand Prix automobile de São Paulo 2021 (Formula 1 Heineken Grande Prêmio De São Paulo 2021) disputé le 14 novembre 2021 sur l'Autodromo José Carlos Pace, est la 1054e épreuve du championnat du monde de Formule 1 courue depuis 1950. Il s'agit de la 48e édition du Grand Prix brésilien comptant pour le championnat du monde de Formule 1, de la trente-neuvième courue sur la piste d'Interlagos et de la dix-neuvième manche du championnat 2021. La course, annulée en 2020 pour cause de pandémie de Covid-19, change de dénomination : il s'agit désormais du Grand Prix de la ville São Paulo où est situé le circuit. La course fait partie d'un triple header, se disputant une semaine après le Grand Prix de Mexico et une semaine avant celui du Qatar. 
Cette épreuve est la troisième de la saison à tester la formule « qualification sprint » mise en œuvre lors des Grands Prix de Grande-Bretagne et d'Italie. Lewis Hamilton qui a dominé les trois phases des qualifications, devait s'élancer de la première place de cette course de 24 tours mais, disqualifié en raison de la non-conformité de son aileron arrière mobile, il part de la dernière place. Par ailleurs, compte-tenu du changement de son moteur thermique, et quelle que soit sa position à l'arrivée, il est pénalisé d'un recul de cinq places sur la grille de départ du Grand Prix dominical. Par conséquent, Max Verstappen s'élance en tête du sprint devant Valtteri Bottas. Sergio Pérez est en deuxième ligne avec Pierre Gasly, devant les pilotes Ferrari Carlos Sainz Jr. et Charles Leclerc. Par ailleurs, Verstappen, qui a touché la pièce incriminée de la W12 de son rival sous le régime de parc fermé, reçoit une amende de 50 000 euros.
Valtteri Bottas, en pneus tendres, prend un meilleur départ que Max Verstappen en pneus medium et mène, sans être inquiété, l'intégralité du sprint pour obtenir sa quatrième pole position de la saison, la vingtième de sa carrière, qui lui rapporte 3 points. Le Néerlandais doit s'employer à dépasser Carlos Sainz Jr., qui l'a débordé dans les premiers virages, et les deux pilotes marquent 2 et 1 point. Cette course du samedi est animée par Lewis Hamilton qui dépasse quinze voitures pour terminer cinquième, ce qui lui vaut une dixième place sur la grille de départ du Grand Prix. Derrière Bottas et Verstappen, la deuxième ligne est composée de Sainz et Sergio Pérez, la troisième de Lando Norris et Charles Leclerc qui partent devant Pierre Gasly et Esteban Ocon. Sur la cinquième ligne, Sebastian Vettel et Lewis Hamilton cumulent onze titres mondiaux.
À la radio, après la cent-unième victoire de sa carrière, sa sixième de la saison, Lewis Hamilton fait les comptes : « vingt-cinq places de gagnées ! », ce qui correspond à sa disqualification en qualifications l'obligeant à partir dernier du sprint et aux cinq places de pénalité dues au changement de son bloc thermique. L'installation d'un moteur neuf confère à sa W12 un avantage de puissance sur la concurrence et en particulier sur Max Verstappen qu'il exploite au mieux. Le quadruple tenant du titre, qui tourne littéralement autour de ses adversaires, profite également de la sortie de la voiture de sécurité et de plusieurs tours sous virtual safety car en début de course pour réduire rapidement l'écart sur les Red Bull. 
Hamilton se retrouve deuxième et menaçant derrière Verstappen, après seulement dix-neuf tours. Les stratégies des deux écuries et les tentatives d'undercut lors des deux passages aux stands de chacun ne modifient pas leurs positions. C'est sur la piste que le pilote Mercedes va chercher la victoire. Il porte une première attaque au quarante-huitième tour, aileron arrière mobile ouvert dans la ligne droite opposée ; le Néerlandais se défend en l'emmenant hors de la piste dans le virage Descida do lago. Cet incident est noté par les commissaires qui le considèrent comme un simple fait de course, ce qui provoque la fureur de Toto Wolff. Verstappen avertit son stand qu'il ne pourra pas tenir jusqu'au bout ; effectivement, dans la cinquante-neuvième boucle, Hamilton l'attaque à la sortie des esses de Senna : sa vitesse supérieure lui permet de le dépasser de façon imparable sous les vivats de la foule. Il franchit la ligne d'arrivée avec plus de dix secondes d'avance sur son rival puis effectue son tour d'honneur drapeau brésilien en main. Sergio Pérez  s'arrête à un tour de l'arrivée et, chaussé en pneus tendres, lui subtilise le point bonus en réalisant le meilleur tour en course. Valtteri Bottas, troisième, permet à Mercedes de reprendre un peu d'air au classement des constructeurs. 
Au départ, Max Verstappen prend les commandes au premier virage puis son coéquipier dépasse Bottas ; les deux Red Bull roulent en tête durant dix-huit tours. Bottas laisse ensuite Hamilton, remonté à toute vitesse, le doubler pour qu'il puisse fondre sur Pérez, qui résiste à une première attaque avant de céder devant la puissance de la W12. À cinquante tours de l'arrivée, l'explication entre les deux rivaux pour le titre mondial peut commencer ; si Verstappen reprend du temps dans le deuxième secteur, sinueux, Hamilton se rapproche dans les lignes droites, jusqu'à ce que l'usure des pneus de sa RB16B ne permette plus au Néerlandais de se détacher dans cette partie du circuit. Pérez perd sa troisième place en raison d'une voiture de sécurité virtuelle qui permet à Bottas de profiter d'un « arrêt gratuit » au trentième tour. Ce dernier a pourtant mis en cause la stratégie de son équipe en lâchant à la radio : « On aurait dû réaliser un doublé facilement ! » Les Ferrari de Leclerc et de Sainz, dernières voitures dans le tour du vainqueur, prennent les cinquième et sixième places, augmentant ainsi l'avance de leur écurie sur McLaren pour le podium du championnat constructeurs. À un tour, après de belles bagarres, Pierre Gasly se classe septième devant les deux Alpine, Esteban Ocon  dépassant son coéquipier Fernando Alonso dans le dernier tour ; comme la semaine précédente, à Mexico, Lando Norris prend le dernier point en jeu. 
Au classement du championnat, l'avance de Verstappen (332,5 points) sur Hamilton (318,5 points), passée à 21 points après le sprint, se réduit à 14 unités. Bottas (203 points) augmente singulièrement ses chances de finir sur le podium face à Pérez (178 points). Si Norris reste cinquième (151 points), il continue à perdre du terrain sur Leclerc (148 points) et Sainz (139,5 points). Huitième, Daniel Ricciardo (105 points) voit revenir Gasly (92 points) alors qu'Alonso est toujours dixième, avec 62 points. Mercedes Grand Prix (521,5 points) reprend un peu d'avance sur Red Bull Racing (510,5 points) au championnat des constructeurs. Pour le podium, Ferrari (287,5 points) augmente la sienne sur McLaren (256 points). À la cinquième place, Alpine et AlphaTauri comptent encore autant de points (112) ; suivent Aston Martin (68 points), Williams (23 points), Alfa Romeo (11 points) et enfin  Haas qui ferme la marche sans avoir marqué le moindre point.

## Contexte avant le Grand Prix
Alors que la lutte pour le titre mondial entre Lewis Hamilton et Max Verstappen bat son plein à quatre courses du terme, ce Grand Prix est le troisième de l'année à tester la « qualification sprint », une course sur 100 km et/ou de maximum 30 minutes le samedi (soit 24 tours du circuit pauliste) qui détermine la grille de départ et attribue des points aux trois premiers. Il revêt à ce titre une importance capitale puisqu'il s'agit du dernier test et qu'une évaluation sera ensuite effectuée par les parties prenantes de l'organisation du championnat sur la pertinence de la formule actuelle et sur les améliorations ou changements à apporter, dans la mesure où six Grands Prix seront concernés par la qualification sprint en 2022,,.

Le logo dévoilé à Interlagos.

Par ailleurs, à ce stade de la saison, seuls Max Verstappen et Lewis Hamilton restent en lice pour le titre de champion du monde, il en va de même pour leurs écuries respectives, Red Bull Racing et Mercedes Grand Prix. Enfin, la Formule 1 déploie un nouveau logo à Interlagos pour insister sur son éco-responsabilité :  le sigle F1 stylisé apparaît désormais sur fond vert avec en dessous, écrit Powered by Hybrid since 2014 (propulsé par l'hybride depuis 2014) et, au-dessus, The world's most efficient engine (le moteur le plus efficient au monde) puisque la Formule 1 affirme que ces unités de puissance consomment le moins d'essence par rapport aux chevaux qu’elles délivrent « et par conséquent, moins de CO2 que toute autre voiture ».
Au plein cœur des trois semaines chargées du triple header, Mexico - São Paulo - Qatar, deux des sept Boeing 747 utilisés par la Formule 1 pour organiser le transit du matériel ont été retenus à Miami et à Mexico en raison des conditions météorologiques. Ces avions acheminent normalement, sur les journées du mardi ou mercredi, du matériel essentiel pour l'ensemble des écuries pour monter le paddock et les stands, afin qu'elles puissent travailler sur leurs monoplaces pour les mettre à disposition le jeudi. À cause de ces retards, l'intégralité du matériel n'est arrivé que le jeudi matin,,. Si la situation a été « sans impact sur le week-end de course » selon un porte-parole de la Formule 1, la FIA a levé le couvre-feu pour la nuit de jeudi à vendredi pour permettre aux écuries de mettre en place leur matériel et leurs monoplaces.

## Pneus disponibles
| Pneus pour piste sèche | Pneus pour piste sèche | Pneus pour piste sèche | Pneus pluie    | Pneus pluie |
| ---------------------- | ---------------------- | ---------------------- | -------------- | ----------- |
| Durs (Type C2)         | Medium (Type C3)       | Tendres (Type C4)      | Intermédiaires | Pluie       |

## Essais libres et qualifications

### Première séance d'essais libres, le vendredi de 12 h 30 à 13 h 30

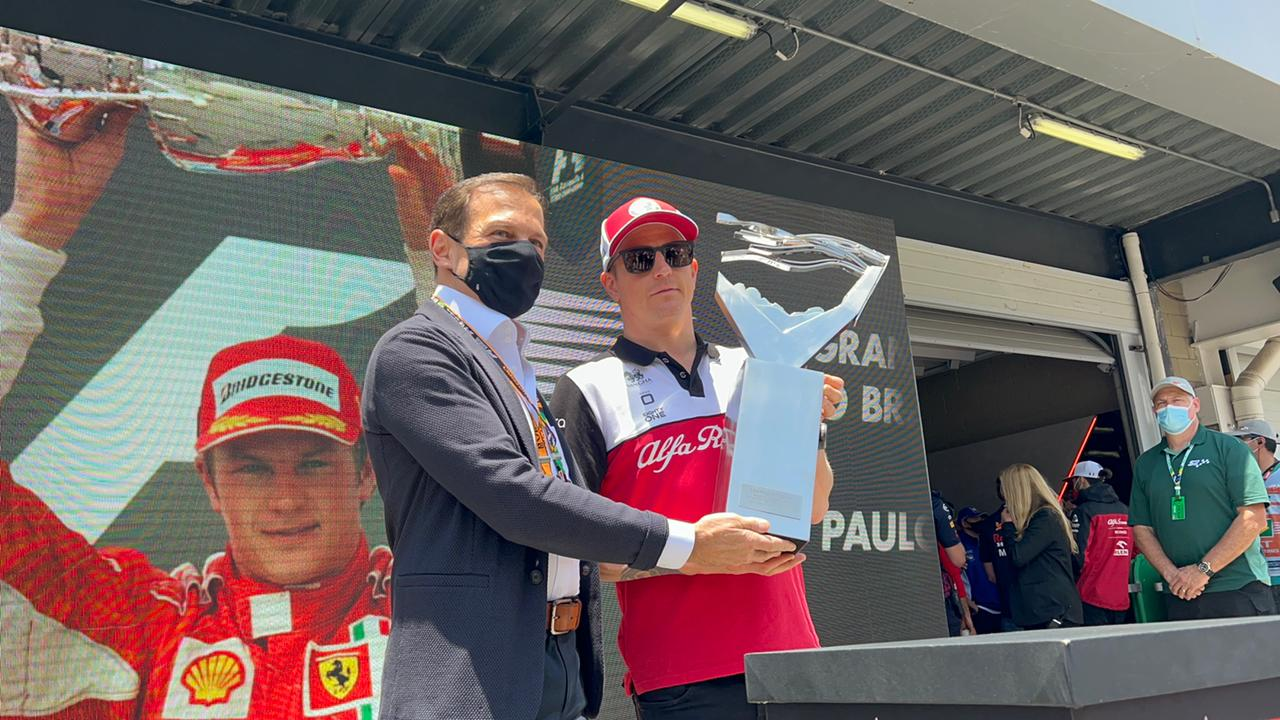
Kimi Räikkönen et João Doria, gouverneur de São Paulo.

| Pos. | Pilote           | Voiture          | Chrono         | Écart     |
| ---- | ---------------- | ---------------- | -------------- | --------- |
| 1    | Lewis Hamilton   | Mercedes         | 1 min 09 s 050 |           |
| 2    | Max Verstappen   | Red Bull-Honda   | 1 min 09 s 417 | + 0 s 367 |
| 3    | Sergio Pérez     | Red Bull-Honda   | 1 min 09 s 492 | + 0 s 442 |
| 4    | Valtteri Bottas  | Mercedes         | 1 min 09 s 567 | + 0 s 517 |
| 5    | Pierre Gasly     | AlphaTauri-Honda | 1 min 09 s 880 | + 0 s 830 |
| 6    | Carlos Sainz Jr. | Ferrari          | 1 min 10 s 124 | + 1 s 074 |

### Séance de qualifications, le vendredi de 16 h à 17 h
| Pos.                                                                                      | Pilote             | Écurie                | Qualifications 1 | Qualifications 2 | Qualifications 3 |
| ----------------------------------------------------------------------------------------- | ------------------ | --------------------- | ---------------- | ---------------- | ---------------- |
| Dsq.                                                                                      | Lewis Hamilton     | Mercedes              | 1 min 08 s 733   | 1 min 08 s 068   | 1 min 07 s 934   |
| 1                                                                                         | Max Verstappen     | Red Bull-Honda        | 1 min 09 s 329   | 1 min 08 s 499   | 1 min 08 s 372   |
| 2                                                                                         | Valtteri Bottas    | Mercedes              | 1 min 09 s 040   | 1 min 08 s 426   | 1 min 08 s 469   |
| 3                                                                                         | Sergio Pérez       | Red Bull-Honda        | 1 min 09 s 172   | 1 min 08 s 973   | 1 min 08 s 483   |
| 4                                                                                         | Pierre Gasly       | AlphaTauri-Honda      | 1 min 09 s 347   | 1 min 08 s 903   | 1 min 08 s 777   |
| 5                                                                                         | Carlos Sainz Jr.   | Ferrari               | 1 min 09 s 046   | 1 min 09 s 091   | 1 min 08 s 826   |
| 6                                                                                         | Charles Leclerc    | Ferrari               | 1 min 09 s 155   | 1 min 08 s 859   | 1 min 08 s 960   |
| 7                                                                                         | Lando Norris       | McLaren-Mercedes      | 1 min 09 s 365   | 1 min 09 s 030   | 1 min 08 s 980   |
| 8                                                                                         | Daniel Ricciardo   | McLaren-Mercedes      | 1 min 09 s 374   | 1 min 09 s 093   | 1 min 09 s 039   |
| 9                                                                                         | Fernando Alonso    | Alpine-Renault        | 1 min 09 s 391   | 1 min 09 s 137   | 1 min 09 s 113   |
| 10                                                                                        | Esteban Ocon       | Alpine-Renault        | 1 min 09 s 430   | 1 min 09 s 189   |                  |
| 11                                                                                        | Sebastian Vettel   | Aston Martin-Mercedes | 1 min 09 s 451   | 1 min 09 s 399   |                  |
| 12                                                                                        | Yuki Tsunoda       | AlphaTauri-Honda      | 1 min 09 s 350   | 1 min 09 s 483   |                  |
| 13                                                                                        | Kimi Räikkönen     | Alfa Romeo-Ferrari    | 1 min 09 s 598   | 1 min 09 s 503   |                  |
| 14                                                                                        | Antonio Giovinazzi | Alfa Romeo-Ferrari    | 1 min 09 s 342   | 1 min 10 s 227   |                  |
| 15                                                                                        | Lance Stroll       | Aston Martin-Mercedes | 1 min 09 s 663   |                  |                  |
| 16                                                                                        | Nicholas Latifi    | Williams-Mercedes     | 1 min 09 s 897   |                  |                  |
| 17                                                                                        | George Russell     | Williams-Mercedes     | 1 min 09 s 953   |                  |                  |
| 18                                                                                        | Mick Schumacher    | Haas-Ferrari          | 1 min 10 s 329   |                  |                  |
| 19                                                                                        | Nikita Mazepin     | Haas-Ferrari          | 1 min 10 s 589   |                  |                  |
| Temps minimal à réaliser pour la qualification : 1 min 13 s 544 (107 % de 1 min 08 s 733) |                    |                       |                  |                  |                  |

- Après les qualifications, Mercedes est convoqué chez les commissaires à la suite d'un rapport du délégué technique concernant la monoplace no 44 de Lewis Hamilton dont l'aileron arrière mobile a échoué à respecter les exigences maximales en termes d'ouverture qui ne doivent pas dépasser 85 mm (« Les positions de l'élément ajustable supérieur de l'aileron arrière ont été vérifiées pour qu'ils soient en accord avec l'article 3.6.3 du règlement technique. Les besoins en distance minimale ont été respectés mais la distance maximale de 85 mm lorsque le DRS est déployé et testé en accord avec la directive technique TD/011-19 n’était pas respectée. »)[14],[15]. Les commissaires décident de prononcer la disqualification de Lewis Hamilton de la séance de qualifications ; le Britannique perd le crédit de son meilleur temps, réalisé au volant d'une voiture jugée non conforme. Il s'élance donc de la dernière place sur la grille de départ[16],[17],[18].

- Max Verstappen, qui a touché l'aileron arrière de la W12 de son rival sous le régime de parc fermé, ce qui n'est pas autorisé, est convoqué chez les commissaires et menacé d'une sanction pour non respect de l'article 2.5.1 du code sportif de la FIA[19],[20]. Les commissaires indiquent après l'entretien : « Une vidéo claire, haute définition de la caméra située sur l'arceau de la voiture 44 et dirigée vers l'arrière montre qu'il n'y a absolument aucun mouvement de tout élément de l'aileron sur la voiture 44 quand Verstappen touche l'arrière de l'aileron […] Il est clair pour les commissaires qu'il est devenu habituel pour les pilotes de toucher les voitures après les qualifications et les courses. C'est aussi l'explication donnée par Verstappen, qu'il est simplement habitué à toucher cette zone de la voiture, qui est devenue un sujet de spéculation entre les deux équipes lors des courses récentes. Cette tendance générale était vue jusqu'à présent comme globalement inoffensive et n'a donc pas été uniformément régie. Cependant, c'est une infraction de la réglementation du parc fermé et cela peut très potentiellement causer des dégâts. » En conséquence, il reçoit une amende de 50 000 euros[21],[22],[23].

### Deuxième séance d'essais libres, le samedi de 12 h à 13 h
| Pos. | Pilote          | Voiture        | Chrono         | Écart     |
| ---- | --------------- | -------------- | -------------- | --------- |
| 1    | Fernando Alonso | Alpine-Renault | 1 min 11 s 238 |           |
| 2    | Max Verstappen  | Red Bull-Honda | 1 min 12 s 102 | + 0 s 864 |
| 3    | Valtteri Bottas | Mercedes       | 1 min 12 s 355 | + 1 s 117 |
| 4    | Esteban Ocon    | Alpine-Renault | 1 min 12 s 407 | + 1 s 169 |
| 5    | Lewis Hamilton  | Mercedes       | 1 min 12 s 741 | + 1 s 503 |
| 6    | Sergio Pérez    | Red Bull-Honda | 1 min 12 s 903 | + 1 s 665 |

## Qualification Sprint

### Résultats de la Qualification Sprint, le samedi de 16 h 30 à 17 h
| Pos. | Pilote             | Voiture               | Tours | Temps/Abandon    | Grille | Points |
| ---- | ------------------ | --------------------- | ----- | ---------------- | ------ | ------ |
| 1    | Valtteri Bottas    | Mercedes              | 24    | 29 min 09 s 559  | 2      | 3      |
| 2    | Max Verstappen     | Red Bull-Honda        | 24    | + 1 s 170        | 1      | 2      |
| 3    | Carlos Sainz Jr.   | Ferrari               | 24    | + 18 s 723       | 5      | 1      |
| 4    | Sergio Pérez       | Red Bull-Honda        | 24    | + 19 s 787       | 3      |        |
| 5    | Lewis Hamilton     | Mercedes              | 24    | + 20 s 872       | 20     |        |
| 6    | Lando Norris       | McLaren-Mercedes      | 24    | + 22 s 558       | 7      |        |
| 7    | Charles Leclerc    | Ferrari               | 24    | + 25 s 056       | 6      |        |
| 8    | Pierre Gasly       | AlphaTauri-Honda      | 24    | + 34 s 158       | 4      |        |
| 9    | Esteban Ocon       | Alpine-Renault        | 24    | + 34 s 632       | 10     |        |
| 10   | Sebastian Vettel   | Aston Martin-Mercedes | 24    | + 34 s 867       | 11     |        |
| 11   | Daniel Ricciardo   | McLaren-Mercedes      | 24    | + 35 s 869       | 8      |        |
| 12   | Fernando Alonso    | Alpine-Renault        | 24    | + 36 s 578       | 9      |        |
| 13   | Antonio Giovinazzi | Alfa Romeo-Ferrari    | 24    | + 41 s 880       | 14     |        |
| 14   | Lance Stroll       | Aston Martin-Mercedes | 24    | + 44 s 037       | 15     |        |
| 15   | Yuki Tsunoda       | AlphaTauri-Honda      | 24    | + 46 s 150       | 12     |        |
| 16   | Nicholas Latifi    | Williams-Mercedes     | 24    | + 46 s 760       | 16     |        |
| 17   | George Russell     | Williams-Mercedes     | 24    | + 47 s 739       | 17     |        |
| 18   | Kimi Räikkönen     | Alfa Romeo-Ferrari    | 24    | + 50 s 014       | 13     |        |
| 19   | Mick Schumacher    | Haas-Ferrari          | 24    | + 1 min 01 s 680 | 18     |        |
| 20   | Nikita Mazepin     | Haas-Ferrari          | 24    | + 1 min 07 s 474 | 19     |        |

- À l'issue de la Qualification Sprint, l'avance de Max Verstappen sur Lewis Hamilton au championnat passe à 21 points[26].

### Grille de départ
- Lewis Hamilton, cinquième de la Qualification Sprint, est pénalisé d'un recul de cinq places sur la grille de départ à la suite de l'installation d'un cinquième moteur à combustion interne (ICE) ; il s'élance dixième[27],[28],[29] ;
- Kimi Räikkönen, dix-huitième de la Qualification Sprint, s'élance de la voie des stands à la suite de l'installation, sous le régime de parc fermé, d'un aileron arrière d'une nouvelle spécification pour la course[30].

## Course

### Classement de la course
| Pos. | no | Pilote             | Écurie                | Tours | Temps/Abandon                                      | Grille | Points |
| ---- | -- | ------------------ | --------------------- | ----- | -------------------------------------------------- | ------ | ------ |
| 1    | 44 | Lewis Hamilton     | Mercedes              | 71    | 1 h 32 min 22 s 851 (198,663 km/h)                 | 10     | 25     |
| 2    | 33 | Max Verstappen     | Red Bull-Honda        | 71    | + 10 s 496                                         | 2      | 18     |
| 3    | 77 | Valtteri Bottas    | Mercedes              | 71    | + 13 s 576                                         | 1      | 15     |
| 4    | 11 | Sergio Pérez       | Red Bull-Honda        | 71    | + 39 s 940                                         | 4      | 12 + 1 |
| 5    | 16 | Charles Leclerc    | Ferrari               | 71    | + 49 s 517                                         | 6      | 10     |
| 6    | 55 | Carlos Sainz Jr.   | Ferrari               | 71    | + 51 s 820                                         | 3      | 8      |
| 7    | 10 | Pierre Gasly       | AlphaTauri-Honda      | 70    | + 1 tour                                           | 7      | 6      |
| 8    | 31 | Esteban Ocon       | Alpine-Renault        | 70    | + 1 tour                                           | 8      | 4      |
| 9    | 14 | Fernando Alonso    | Alpine-Renault        | 70    | + 1 tour                                           | 12     | 2      |
| 10   | 4  | Lando Norris       | McLaren-Mercedes      | 70    | + 1 tour                                           | 5      | 1      |
| 11   | 5  | Sebastian Vettel   | Aston Martin-Mercedes | 70    | + 1 tour                                           | 9      |        |
| 12   | 7  | Kimi Räikkönen     | Alfa Romeo-Ferrari    | 70    | + 1 tour                                           | 20     |        |
| 13   | 63 | George Russell     | Williams-Mercedes     | 70    | + 1 tour                                           | 17     |        |
| 14   | 99 | Antonio Giovinazzi | Alfa Romeo-Ferrari    | 70    | + 1 tour                                           | 13     |        |
| 15   | 22 | Yuki Tsunoda       | AlphaTauri-Honda      | 70    | + 1 tour (dont 10 s de pénalité purgées en course) | 15     |        |
| 16   | 6  | Nicholas Latifi    | Williams-Mercedes     | 70    | + 1 tour                                           | 16     |        |
| 17   | 9  | Nikita Mazepin     | Haas-Ferrari          | 69    | + 2 tours                                          | 19     |        |
| 18   | 47 | Mick Schumacher    | Haas-Ferrari          | 69    | + 2 tours                                          | 18     |        |
| Abd. | 3  | Daniel Ricciardo   | McLaren-Mercedes      | 49    | Moteur                                             | 11     |        |
| Abd. | 18 | Lance Stroll       | Aston Martin-Mercedes | 47    | Dégâts                                             | 14     |        |

- La voiture de sécurité mène le peloton du sixième au neuvième tour et le fait passer deux fois par la voie des stands à la suite d'un accrochage entre Lance Stroll et Yuki Tsunoda qui a laissé beaucoup de débris sur la piste. Tsunoda écope de dix secondes de pénalité. Les pilotes roulent sous régime de voiture de sécurité virtuelle du douzième au quatorzième tour après que Mick Schumacher a laissé son aileron avant sur la piste en percutant Kimi Raïkkönen. Une nouvelle procédure de voiture de sécurité virtuelle est enclenchée au trentième tour pour enlever les débris laissés par Stroll dans la ligne droite des stands[32].
- Selon Helmut Marko, qui s'inquiète pour les chances de Max Verstappen de gagner le titre mondial, le nouveau moteur à combustion interne monté sur la W12 de Lewis Hamilton est une fusée : « Nous n'avons pas vu un tel moteur chez Mercedes ces dernières années, c'est incroyable. Ils ont réussi à concevoir une fusée à un stade crucial de la saison ! Nous avons pu limiter les dégâts au Brésil, mais si cela continue comme ça, je vois un avenir sombre pour nos chances dans le championnat du monde[33]. »
- Furieux que les commissaires aient décidé de ne pas lancer d'enquête et, par conséquent, d'éventuellement sanctionner  Max Verstappen pour l'incident du quarante-huitième tour quand il a emmené Lewis Hamilton hors piste au freinage du virage no 4, Toto Wolff décide, le 16 novembre, d'exercer son droit de révision auprès de la FIA (article 14.1.1) « sur la base de nouvelles preuves indisponibles pour les commissaires au moment de leur décision » afin qu'une enquête soit relancée et, dans ses souhaits, aboutisse à une sanction pour le pilote Red Bul[34]. Le vendredi suivant, après la première séance d'essais libres du Grand Prix du Qatar, la FIA rejette le recours[35].

### Pole position et record du tour
- Meilleur temps en qualification :  Max Verstappen (Red Bull-Honda) en 1 min 08 s 372 (226,882 km/h)[36].
- Pole position :  Valtteri Bottas (Mercedes) vainqueur de la Qualification Sprint de 24 tours en 29 min 09 s 559 (212,671 km/h)[37].
- Meilleur tour en course :  Sergio Pérez (Red Bull-Honda) en 1 min 11 s 010 (218,453 km/h) au soixante-et-onzième tour ; quatrième de la course, il remporte le point bonus associé au meilleur tour en course[38].

### Tours en tête
- Max Verstappen (Red Bull-Honda) : 55 tours (1-28 / 30-41 / 43-59)[39]
- Lewis Hamilton (Mercedes) : 14 tours (41-44 / 59-71)
- Sergio Pérez (Red Bull-Honda) : 2 tours (28-30)

## Classements généraux à l'issue de la course
| Pos. | Pilote             | Écurie                | Points |
| ---- | ------------------ | --------------------- | ------ |
| 1    | Max Verstappen     | Red Bull-Honda        | 332,5  |
| 2    | Lewis Hamilton     | Mercedes              | 318,5  |
| 3    | Valtteri Bottas    | Mercedes              | 203    |
| 4    | Sergio Pérez       | Red Bull-Honda        | 178    |
| 5    | Lando Norris       | McLaren-Mercedes      | 151    |
| 6    | Charles Leclerc    | Ferrari               | 148    |
| 7    | Carlos Sainz Jr.   | Ferrari               | 139,5  |
| 8    | Daniel Ricciardo   | McLaren-Mercedes      | 105    |
| 9    | Pierre Gasly       | AlphaTauri-Honda      | 92     |
| 10   | Fernando Alonso    | Alpine-Renault        | 62     |
| 11   | Esteban Ocon       | Alpine-Renault        | 50     |
| 12   | Sebastian Vettel   | Aston Martin-Mercedes | 42     |
| 13   | Lance Stroll       | Aston Martin-Mercedes | 26     |
| 14   | Yuki Tsunoda       | AlphaTauri-Honda      | 20     |
| 15   | George Russell     | Williams-Mercedes     | 16     |
| 16   | Kimi Räikkönen     | Alfa Romeo-Ferrari    | 10     |
| 17   | Nicholas Latifi    | Williams-Mercedes     | 7      |
| 18   | Antonio Giovinazzi | Alfa Romeo-Ferrari    | 1      |

| Pos. | Écurie                | Points |
| ---- | --------------------- | ------ |
| 1    | Mercedes              | 521,5  |
| 2    | Red Bull-Honda        | 510,5  |
| 3    | Ferrari               | 287,5  |
| 4    | McLaren-Mercedes      | 256    |
| 5    | Alpine-Renault        | 112    |
| 6    | AlphaTauri-Honda      | 112    |
| 7    | Aston Martin-Mercedes | 68     |
| 8    | Williams-Mercedes     | 23     |
| 9    | Alfa Romeo-Ferrari    | 11     |

## Statistiques
Le Grand Prix de São Paulo 2021 représente :
- la 20e pole position de Valtteri Bottas, sa quatrième de la saison[42] ;
- la 101e victoire de Lewis Hamilton, sa sixième de la saison[43] ;
- la 122e victoire de Mercedes en tant que constructeur[44] ;
- la 209e victoire de Mercedes en tant que motoriste[45] ;
- le 6e meilleur tour en course de Sergio Pérez[46].

Au cours de ce Grand Prix :
- Valtteri Bottas passe la barre des 1 700 points inscrits en Formule 1 (1 715 points)[47] ;
- Valtteri Bottas, avec 20 pole positions, est le pilote qui en totalise le plus sans avoir été champion du monde[48] ;
- en partageant le podium pour la sixième fois de la saison, le trio Hamilton-Verstappen-Bottas augmente son record avec 19 podiums communs[49],[48] ;
- avec 58 victoires pour Mercedes, le duo Lewis Hamilton-Valtteri Bottas égale le record du partenariat Michael Schumacher-Rubens Barrichello chez Ferrari entre 2000 et 2005[48] ;
- Lewis Hamilton est élu « pilote du jour » à l'issue d'un vote organisé sur le site officiel de la Formule 1[50] ;
- Lewis Hamilton égale, au Brésil, le total de victoires de tous les pilotes brésiliens en Formule 1 (Ayrton Senna 41, Nelson Piquet 23, Emerson Fittipaldi 14, Rubens Barrichello 11,  Felipe Massa 11, José Carlos Pace 1) [51],[48] ;
- Lewis Hamilton a, durant l'ensemble du weekend de course, effectué vingt-quatre dépassements sur la piste[52] ;
- Lewis Hamilton reçoit une amende de 5 000 euros (et 20 000 euros avec sursis) pour avoir détaché son harnais de sécurité durant son tour d'honneur afin de se saisir d'un drapeau brésilien[53] ;
- Pierre Gasly reste l'unique pilote invaincu par son coéquipier en qualifications (en 19 épreuves, face à Yuki Tsunoda)[54] ;
- Vitantonio Liuzzi (80 départs en Grands Prix entre 2005 et 2011, 26 points inscrits) est nommé conseiller par la FIA pour aider dans leurs jugements le groupe des commissaires de course[55].